# Enquin-les-Mines

Enquin-les-Mines este o comună în departamentul Pas-de-Calais, Franța. În 1 ianuarie 2018 avea o populație de 1.171 de locuitori.